# Abu l-Khayr Khan
|  | Aquest article tracta sobre el kan del segle xvii fundador de l'Horda Petita Kazakh. Si cerqueu el kan del segle xiv fundador de la dinastia abulkhàyrida dels uzbeks, vegeu «Abu l-Khayr». |

Abu l-Khayr Khan fou kan de l'Horda Petita Kazakh i per un temps generalíssim de les tres hordes dels kazakhs.

## Biografia
Abu'l Khair Khan va néixer com el segon fill gran de Hajji (Qajı) Abdullah Sultan, un kazakh mırza (aristòcrata) que havia ascendit ràpidament a les files reials després de completar el seu hajj a la Meca. Igual que el seu pare, Abu'l-Khair també va començar com a mırza abans de pujar al tron. Això el va convertir en un dels pocs khans documentats del Khanat kazakh que no descendia ni de Janibek Khan ni de Kerei Khan. No obstant això, probablement va ser a causa de les connexions d'Abdullah amb la família reial que el mateix Abu'l Khair Khan es va convertir en governant.
Abu'l Khair Khan va prendre el tron el 1718 com el nou khan dels kazakhs. Per tal d'obtenir ajuda russa contra els jungars, Abul Khair Khan va prestar un jurament de lleialtat a la corona russa el 1731. En un intent d'unir el seu imperi i evitar que ningú desertés i ajudés els jungars, Abu'l Khair Khan també va fomentar una forta identitat religiosa entre els kazakhs musulmans sunnites. Posteriorment, va intentar limitar la quantitat d'influència russa exercida sobre el petit jüz kazakh, ja que encara volia que el seu imperi funcionés com un estat islàmic independent. Segons un estudi del 2019, ni els kazakhs ni els funcionaris russos pensaven en la seva relació com una forma d'annexió, sinó simplement una aliança.
Per les seves contribucions en reunir el poble kazakh i derrotar els jungars, Abu'l-Khair va rebre el títol de " Xah-i-Turan " (persa per "rei de Turan ").

## Inici de l'horda petita
L'Horda Petita va començar a actuar separadament el 1715. Els seus líders eren descendents d'Uziak Sultan, príncep kazakh germà de Yadik Khan (el germà petit de Kasim Khan. Levchine reconstrueix la seva genealogia: Yadik va tenir un fill de nom Buliakai Kuyan, el qual fou el pare d'Aichuvak, i aquest el pare d'Irish, que va tenir un fill de nom Adia. Aquest Adia era descendent de Djanibek Khan al mateix nivell generacional que Tiavka Khan. És possible que aquest Adia fos el personatge anomenat com Aitiak al qual Tiavka Khan va encarregar la direcció de l'Horda Petita. Abu l-Khayr fou fill d'Adia (és a dir probablement d'Aitiak). És esmentat per primer cop el 1717 quan juntament amb Kaip Khan va demanar ajut als russos contra els calmucs. Mort Tiavka Khan, Abu l-Khayr va lluitar per la supremacia amb Kaip Khan.
Abu l-Khayr va entrar en conflicte amb Rússia el 1717; va fer una incursió a la província de Kazan arribant fins a Novosbeshminsk que va destruir i va fer molts presoners. Els continuats atacs dels kazakhs van provocar la reacció dels seus veïns i vers el 1723 els calmucs van ocupar les ciutats de Turkestan, Taixkent i Sayram, però els kazakhs les devien recuperar perquè el 1733 Abu l-Khayr residia a Turkestan (ja no hi va residir després) i fins al 1740 s'esmenta un kan kazakh a Taixkent. Fou llavors quan tots els caps kazakhs van tenir una assemblea en la qual Abu l-Khayr, el cap més poderós, fou elegit com a cap de guerra o generalíssim. Abu l-Khayr va aconseguir diverses victòries sobre els calmucs (jungars) però el kan d'aquests Tse Wan Arabtan o Tsevan Rabdan (1689-1727) era massa poderós i finalment va obligar les tres hordes kazakhes a dispersar-se (vers 1727/1729): l'Horda Petita va creuar el Yemba (límit occidental dels kazakhs) i va prendre possessió del país entre els rius Cur i Jaik (riu Ural) del que va expulsar els torguts. Aquestos van fer aliança amb els cosacs de l'Ural.

## Sotmetiment a Rússia
El 1730 Abu l-Khayr va considerar que la millor política era sotmetre's a Rússia (tot i que el poble hi estava en contra) i va enviar un ambaixador, escortat pel cap baixkir Aldara, que es va presentar a Buturlin, voivoda d'Ufa i li va entregar una carta en la qual el kan es sotmetia a Rússia i declarava el seu poble subjecte, explicant que era a causa de les dificultats amb els veïns, calmucs, baixkirs i cosacs de l'Ural, demanant també ajut contra els khivans, els karakalpaks i els aralians; aquesta ambaixador va arribar a Ufa el juliol del 1730 i fou enviat a Sant Petersburg on fou molt ben acollit; els baixkirs eren una molèstia pels russos i el kan de Khivà havia matat el príncep Bekovitx Txerkasky i els seus companys i Rússia el volia castigar. L'emperadriu Anna de Rússia li va donar una carta en que acceptava la submissió i prometia ajut i protecció tal com demanava. Van acompanyar l'ambaixador al seu retorn l'intèrpret Tevkelef, així com alguns notables baixkirs, cosacs de l'Ural i personatges destacats d'Ufa; però el poble estava en desacord amb aquesta política i els russos no foren ben tractats. Tevkelef va estar a punt de ser assassinat però la seva eloqüència, el fet de ser musulmà i la intervenció del kan el van salvar. El mateix kan va ser interpel·lat sobre per què havia sotmès l'Horda sense tenir dret a fer-ho. Es va decidir convocar una assemblea general per decidir sobre la submissió i aquí el kan, amb l'ajut d'un parell de notables, va ser tant persuasiu que es va decidir tirar endavant la submissió, a la que també va entrar Semeke Khan de l'Horda Mitjana Kazakh (1732). Tevkelef va enviar els resultats obtinguts al seu govern; el kan estava assegurat al costat de Rússia però el poble continuava hostil. Abu l-Khayr va haver de deixar als seus subjectes més turbulents i amb la resta es va establir a la desembocadura del Yaxartes o Sirdarià on va sotmetre als karakalpaks als que va imposar la protecció de Rússia.
Després va tornar a fer avanços amb Rússia; va enviar el seu fill Erali Sultan, el seu fillastre Niyas Sultan, alguns notables kazakhs i a Aralbey i Arasgheldi, dos notables de la Gran Horda Kazakh, en missió davant l'emperadriu. Tevkelef els va acompanyar arribant a Ufa el gener del 1733. Aquesta delegació no va arribar a Sant Petersburg fins al gener del 1734, i foren rebuts el febrer; Erali va oferir la submissió del seu poble a Rússia; l'emperadriu ho va acceptar i va entregar regals a tota la delegació. Dos kazakhs foren enviats al kan per comunicar l'acceptació mentre la resta de la delegació seguia a Sant Petersburg per seguir negociant; Erali demanava que la dignitat de kan quedés fixada en la família d'Abu l-Khayr Khan i que els russos construïssin una fortalesa a la confluència de l'Ori amb el riu Ural. Els russos pel seu costat demanaven que els kazakhs havien de guardar les fronteres i protegir les caravanes de mercaders que travessessin el país, i a més haurien d'aportar contingents de tropes (com feien els calmucs i els baixkirs) quan els fossin demanades i pagar un tribut amb pells. Tot això era fàcil de prometre però difícil de complir, ja que els costums democràtics dels kazakhs impedien les imposicions al poble; finalment la delegació, ja tot acordat, va retornar (ca sortir de Sant Petersburg el 15 de juliol de 1734) amb el geògraf Kirilof, un equip d'enginyers per construir forts o dibuixar mapes i tres oficials encarregats de construir alguns vaixells de riu; també hi anaven un enginyer de mines, alguns oficials d'artilleria, un historiador, un botànic, un farmacèutic, un pintor, un metge, i alguns estudiants de llengües. A Kazan se'ls van agregar algunes peces d'artilleria i a Ufa un batalló d'infanteria cosaca. Tevkelef fou nomenat intèrpret amb rang de coronel; l'expedició fou finançada amb els ingressos d'Ufa. Es va construir una població a la boca a l'Ori on es van instal·lar alguns kazakhs i es va autoritzar la construcció de mesquites i cases i les pastures dels ramats a la rodalia. Els caps kazakhs dubtosos foren subornats i es va utilitzar la suavitat o la mà dura segons convenia. Rússia volia atreure a l'Horda Mitjana i la Gran. El riu Ural fou establert com a frontera i els kazakhs van tenir prohibit de creuar-lo; també es va establir una cort de jutges russos i kazakhs per les disputes que serien resoltes segons els costums del país.
El 1734 Abu l-khayr Khan va enviar una nova ambaixada a Sant Petersburg dirigida pel seu fill Erali, la qual fou tractada sumptuosament. Els kazakhs acceptaven defensar les fronteres, protegir les caravanes i aportar contingents de tropes a més de pagar el tribut de pells. Els russos van prometre mantenir el kanat en mans de la família del kan i construir el fort convingut a la confluència de l'Ori i l'Ural, com a lloc de protecció dels kazakhs en cas de perill. Aquesta fundació es va iniciar el 1735 i fou l'embrió de la ciutat d'Orenburg. Quan Kirilof, encarregat de la tasca, va arribar a la zona, va trobar als baixkirs en revolta; Kirilof va arribar no obstant sense problemes a la boca de l'Ori i el 15 d'agost de 1735 va fundar Orenburg. Va comunicar al Khan la notícia i va demanar l'enviament de kazakhs a la primavera del 1736, especialment comerciants de Taixkent. per controlar als baixkirs es van haver de fundar alguns forts secundaris, especialment els de Gurbelinsk i Ozernaia a l'Ural, junt amb altres tres menors al mateix riu (Sredny, Berdskoi i Krilof) i altres al Samara i a l'interior del país dels baixkirs. que foren conegut com a "Línia Orenburg" i que per molt de temps va marcar la frontera de Rússia.
Posteriorment els kazakhs van atacar els calmucs del Volga amb autorització russa (1736). Els kazakhs van fer un bon nombre de presoners, però després van fer una nova incursió el 1737 on van fer molt de botí. Kirilof va haver d'ordenar a Abu l-Khayr de refrenar aquests atacs en el futur, just poc abans de morir l'abril del 1737; el va substituir l'historiador Tatischeff. En aquest temps una caravana de mercaders russos acompanyada del capità Elton (que després va entrar al servei de Nadir Shah de Pèrsia) va marxar cap a Taixkent. Elton estava encarregat d'informar sobre la navegació a la mar d'Aral i va proposar construir una ciutat a la boca del Yaxartes i poblar-la amb criminals.
Tatischeff va iniciar la seva administració donant permís a Abu -Khayr Khan de netejar de baixkirs les terres d'aquests, respectant però als que fossin pacífics. Però els kazakhs no van fer distincions; el kan fins i tot va planejar nomenar un fill com a kan dels baixkirs. Tatischeff li va ordenar retirar-se i el seu fill Erali va ser retingut a Orenburg com a ostatge. Mentre Abu l-Khayr atacava als baixkirs un altre grup de kazakhs atacava als calmucs i va fer presoners a alguns russos. Per temor a ser castigat per aquest acte, Abu l-Khayr, cridat a Orenburg per renovar la submissió, no hi va anar fins que el seu fidel amic Bukenbey es va informar de l'estat de la situació; finalment va decidir anar-hi (agost de 1738); una escorta considerable fou enviada per acompanyar-lo i al trajecte final hi havia tropes alineades; una salva de 9 canonades el va saludar a l'arribada; a la tenda on es va fer l'entrevista hi havia un retrat de l'emperadriu; Abu l-Khayr va renovar la seva submissió i la de la seva Horda, i es va desfer en elogis de l'emperadriu i Rússia. Tatischeff li va dirigir unes paraules amables i li va fer jurar sobre l'Alcorà. Altres notables al mateix temps feien similar submissió en altres tendes. En acabar es va fer una gran festa. L'endemà fou portat Nurali que va fer el mateix jurament i es va acordar el seu alliberament; fou substituït com a ostatge pel seu germà Khoja Ahmed. Naturalment Abu l-Khayr va retornar tots els presoners russos; va demanar permís perquè la seva dona Papai pogués visitar la cort imperial. Com a protector de les caravanes russes se li va encarregar protegir a una dirigida pel tinent Müller que anava a Taixkent, que va creuar el territori de l'Horda Petita i la Mitjana sense problemes però fou atacada per la Gran Horda quan estava només a dos dies de Taixkent.
A la primavera del 1739 Tatischeff va retornar a Sant Petersburg i el va substituir el príncep Urussof. En arribar a Orenburg el primer que va saber fou que dues caravanes havien estat assaltades per l'Horda Petita. El 1740 el rebel baixkir Karasakal va fugir més enllà del riu Jaik (riu Ural) i el kan i els prínceps kazakhs van refusar entregar-lo; a causa d'aquest incident i per no trobar-se amb Abilmambet Khan de l'Horda Mitjana sobre el que reclamava una mena d'hegemonia derivada de la seva antiga elecció com a generalíssim, Abu l-Khayr Khan no va anar a Orenburg a saludar a Urussof i va enviar en lloc seu els seus fill Nurali i Erali, que foren ben rebuts; 75 notables van dinar amb el príncep governador i els kazakhs ordinaris van rebre menjar a l'aire lliure. Nurali anava acompanyat del seu atabeg Baatur Janibeg i junts van prometre restaurar les mercaderies robades als dos darrers atacs i alliberar els presoners russos; també van demanar alguns canons per utilitzar en la campanya contra Khivà (cosa que fou refusada) i que els russos construïssin una ciutat al Sirdarià. Per un temps breu Abu l-Khayr Khan va ser kan de Khivà. El mateix 1740 Abu l-Khayr va enviar tres mil kazakhs a saquejar terres dels calmucs del Volga. Expulsat de Khivà per Nadir Shah, Abu l-Khayr i el seu fill Nurali van retornar al seu territori.
El kan dels jungars calmucs, Galdan Chereng (1727-1745), cansat dels atacs kazakhs, va enviar dos exèrcits: un contra l'Horda Mitjana (i Gran) i un altre contra la Petita. Abu l-Khayr va demanar ajut a Rússia però només va rebre permís per, en cas de perill, refugiar-se amb la seva família a la fortalesa d'Orenburg amb el governador Nepluief. Això era molt difícil, ja que la seva residència era propera a la boca del Yaxartes al mig de l'estepa i els jungars operaven a la part nord d'aquestes estepes i podien tallar el seu camí cap a Orenburg. Llavors Abu l-Khayr va enviar un missatge al kan jungar, Galdan Chereng, oferint-li la seva submissió, però quan els jungars anaven a rebre els ostatges en garantia, el kan es va dirigir cap a Orenburg. Al seu darrere anava la delegació dels jungars. Nepluief va advertir a aquesta que Abu l-Khayr era subjecte de Russia i no podia tractar amb un poder exterior ni donar ostatges. Els jungars van objectar i van al·legar que eren contínuament atacats pels kazakhs i que havien anat a tractar amb Abu l-Khayr i no amb Rússia i esperaven que el kan feria el que ja havien fet els notables de la Gran Horda, és a dir entregar ostatges; van haver de marxar no obstant sense una resposta satisfactòria acompanyats del tinent Müller.
L'agost de 1742, Abu l-Khayr, Erali, Baatur Janibeg i altres notables kazakhs van renovar el jurament de fidelitat a Rússia i el primer a més va desistir d'atacar els jungars. També va demanar a Nepluief d'acceptar el canvi d'ostatge, alliberant al seu fill Khoja Ahmed i rebent al fill Jingis (fill tingut amb una concubina); el refús dels russos va molestar molt al kan i el 1743 es van fer alguns atacs a ciutats frontereres russes per bandes de saquejadors de mil o dos mil homes, emportant-se als seus habitants més enllà del riu Ural. En un sol dia 82 homes foren capturats a la petita població d'Iletzk; els saquejadors estaven dirigits per Derbeshali Sultan, parent d'Abu l-Khayr, i el seu objectiu principal era capturar la fortalesa de Saraschinsk, on Khoja Ahmed estava empresonat, i emportar-se'l, però les tropes russes ho van impedir sense poder evitar en canvi els saquejos de zones desprotegides. Oficialment el kan va condemnar aquests fets i va demanar als russos d'intervenir i matar els saquejadors, però era evident que el comandament de la frontera no tenia capacitat per fer-ho per la seva falta de mitjans i els riscos de les campanyes a les estepes; l'únic que van poder fer els russos fou capturar ostatges que va servir per intercanviar presoners. El 1744 Abu l-Khayr es va mostrar obertament en rebel·lió i la seva gent va saquejar una caravana que anava a Khivà i va capturar al tinent Gladyshef, enviat rus als karakalpaks. El russos van respondre amb un decret de 4 d'abril de 1744 que autoritzava al cap calmuc Donduk Taishi a atacar els kazakhs amb dret a quedar-se el botí. Nepluief va rebre el decret però sembla que mai el va utilitzar i els russos haurien evolucionat en la seva posició després de l'atac dels jungars al districte de Kolyvano-Voscressensk, que va fer necessari guanyar als kazakhs altre cop per rebutjar l'atac. Tot i així els jungars no van desistir. Khoja Ahmed fou enviat a Sant Petersburg i va renovar el jurament de fidelitat; Abu l-Khayr va renovar també el jurament a l'emperador Pere III de Rússia al seu propi campament o aul; va retornar 30 presoners russos i calmucs i es va queixar de Nepluief per no voler reemplaçar al seu fill ostatge per un altre fill bastard. Tots i aquestes suposades lleialtats la situació no es va arranjar.
El 1745 l'Horda Petita fou atacada pels calmucs del Volga, que es van emportar molts cavalls. Els russos els van castigar i es va prohibir estrictament als kazaks i calmucs de travessar el riu Jaik (Ural); es van construir nous fortins. No n'hi va haver prou doncs el febrer de 1746 els kazakhs van creuar per la mar Càspia glaçada i van atacar els calmucs a Krasnoiarsk fent set-cents presoners i matant a un centenar. També van fer algunes ràtzies sobre territori rus fronterer. Un intèrpret rus enviat al kan fou detingut per aquest i sotmès a tortura; va tractar de traslladar al seu poble més lluny dels russos, a les estepes del sud i va exercir represàlies sobre els que s'hi van oposar.
El gener del 1747 els kazakhs van travessar altre cop la part nord de la mar Càspia glaçada i van voler atacar els calmucs però aquests s'havien traslladat a la part occidental del seu territori on era poc segur anar-los a buscar i els kazakhs van haver de retornar amb les mans buides, passant pel territori dels cosacs de l'Ural que els van atacar sense pietat i van perdre bona part dels seus cavalls i molts es van ofegar al riu Ural. La fúria d'Abu l-Khayr es va incrementar i va fer aliança amb Nadir Shah de Pèrsia. Per calmar-lo, els russos van enviar Tevkelef, que era musulmà i coneixia els kazakhs que va oferir el canvi de Khoja Ahmed per un altre fill, però legítim. Abu l-khayr va escoltar la proposta i l'estiu del 1748 va anar a Orsk (Vella Orenburg) per trobar-se amb Tevkelef i va donar el seu acord, oferint a canvi al seu fill Aichuvak i alguns dels fills d'altres notables; es va comprometre a alliberar els presoners russos i a no atacar més a Rússia; al mateix, en secret, oferia la mà de la seva filla al kan o khung taidshi dels jungars.
A la tornava da reunir a la seva gent i va marxar contra els karakalpaks. Aquestos estaven sotmesos a Borruk Khan, cap dels naimans i kan kazakh amb autoritat sobre part de l'Horda Mitjana. Borruk estava barallat amb Abu l-Khayr, perquè els russos havien fet millors regals a aquests i l'havien tractat més bé, i també perquè uns regals que li havia enviar el kan de Khivà havien estat interceptats per Abu l-Khayr. Borruk va atacar els kazakhs i sent el seu exèrcit més nombrós, els va derrotar. Abu l-Khayr va haver de fugir. Shihai, el fill de Borruk, el va perseguir i el va atrapar; amb la llança va desmuntar al kan del seu cavall, i el va retenir fins que va arribar el seu pare, que va rematar la feina i va matar el kan caigut. Llavors Borruk va ordenar el saqueig de les terres dels karakalpaks, als que acusava de no haver estat lleials, però que eren subjectes russos, i va abandonar la zona per temor a les represàlies d'aquests, sent enverinat l'any següent probablement per instigació dels jungars i de Nurali el fill d'Abu l-Khayr Khan.
Abu l-Khayr fou enterrat a un lloc proper del riu Kodir, afluent del Unda, a 50° 30′ N, 08° 10′ E / 50.500°N,8.167°E. El va succeir el seu fill Nurali Khan.